# 陆俊
陆俊（1959年3月19日—），北京人，是一名退役的中国足球裁判，人们曾称他为金哨。1979年开始职业裁判生涯，1991年获得国际级裁判员资格，曾当选中国足球甲级A组联赛10年最佳裁判，两度当选亚洲足球联合总会颁发的年度最佳裁判。2002年入选韩日世界杯裁判阵容，并作为主裁判执法了克罗地亚0-1墨西哥与波兰3-1美国的两场小组赛。2010年由于涉嫌赌球被逮捕，且涉案金额超过当年的龚建平。

## 状告羊城体育
1998年3月24日，《羊城体育》刊登了署名“肖晓”的文章《“首尾”之战场外音》，称松日俱乐部副总经理利彪揭露陆俊收万达俱乐部20万。
陆俊先后在广州市东山区人民法院和北京海淀区人民法院提起名誉侵权诉讼。北京海淀区人民法院受理判决陆俊胜诉，法官认定《场外音》一文违反了新闻要求真实的原则，判决《羊城体育》报社刊登声明向陆俊致歉，赔偿陆俊精神损失费8.5万元，实际经济损失17832元，并承担案件受理费。

## 被捕入狱、减刑及出狱
2012年2月16日9:15（UTC+8），丹东市中级人民法院对中国足坛反腐风暴中涉案的足球裁判陆俊作出一审宣判，陆俊以非国家工作人员受贿罪，处以有期徒刑5年零6个月，罚金10万元，没收非法所得71万元，刑期从2010年3月3日被批捕之日起计算。其案件涉嫌操纵7场足球比赛，涉及4家俱乐部，同时作为中间人操纵了天津泰达与广州松日的比赛，总涉案金额81万元。同批判处的有前足球裁判黄俊杰、周伟新、万大雪，中超公司前总经理吕锋、工作人员杨峰、张祖建等人。虽然其涉案金额超过龚建平一倍有余，但他们的刑期却将比龚建平短，其中的原因就在于2006年《刑法》修正案，扩大了商业受贿的主体认定范围，足球裁判受贿，明确被界定属于商业受贿。据相关律师称法院最终未采纳无罪辩护，只采纳了量刑辩护。
2014年7月2日，因在狱中表现良好，经北京市第二中级人民法院审理，陆俊获判减刑一年，同年9月2日出狱。

## 遭足协处罚
2013年2月18日，陆俊与其他裁判员黄俊杰、周伟新、万大雪被中国足协终身禁止从事任何与足球有关的活动。